# Filić
Filić (cyr. Филић) – wieś w Serbii, w Wojwodinie, w okręgu północnobanackim, w gminie Novi Kneževac. W 2011 roku liczyła 136 mieszkańców.